# Углерод-углеродная связь
Углерод–углеродная связь — химическая связь между атомами углерода в органических соединениях. Углерод, имея четыре валентных электрона, может образовывать до четырех ковалентных связей с другими атомами углерода, образуя разнообразные углеродные структуры.
Углерод-углеродные связи могут быть одинарными, двойными или тройными в зависимости от количества общих электронов между атомами углерода. Углеродные связи обеспечивают стабильность и форму многих органических молекул, включая углеводороды, аминокислоты, жиры, углеводы и многое другое.
Углерод-углеродные связи играют ключевую роль в органической химии и имеют огромное значение для понимания структуры и химических свойств органических соединений. Они формируют основу для многочисленных органических реакций и являются основой для построения сложных углеродных структур.
Информация о связи между атомами углерода в органических соединениях является основополагающим знанием в области органической химии и преподается в учебниках, курсах химии и биохимии.